# Пам'ятник Григорію Маразлі
Пам'ятник Григорію Маразлі в Одесі — бронзова скульптура, присвячена Григорію Маразлі, одеському меценату, одеському міському голові; була встановлена на Грецькій площі, але, згодом, перенесена на вулицю Маразліївську.

## Пам'ятник
2 вересня 2004 на Грецькій площі за сприянням грецької діаспори було встановлено пам'ятник одеському гродоначальнику Григорію Григоровичу Маразлі, що було позитивно сприйнято суспільством. Але, через велику кількість машин в місті, міська влада вирішила збудувати на тому місті паркінг, а пам'ятник було вирішено перенести на вулицю Маразліївську. 31 березня 2008 року відбулося перевезення. З цього приводу, представниками грецької діаспори був організований пікет в знак протесту на Думській площі та звернення до тогочасного міського голови — Едуарда Гурвіца. В зв'язку з чим міський голова запросив представників грецької діаспори завітати до нього на діалог. Ось як прокоментували цю розмову її учасники:

Ми були запрошені на особисту бесіду з Едуардом Йосиповичем Гурвіцем. Після цього ситуація змінилася докорінно. Міська влада почула нас, проявила добру волю і показала нам, що діалог можливий.
Ірина Голобородько

Зустріч тривала півтори години, пройшла в неформальній обстановці, що дуже приємно. Обидві сторони представили своє бачення проблеми, доводи «за» і «проти». І Едуард Йосипович переконав нас у тому, що там, де ми пропонували, пам'ятник стояти не може. Під клумбою на Грецькій площі розташований колектор, на Театральній площі, в силу певних причин, він не буде «виглядати». Тоді нами було представлено альтернативну пропозицію. У 1907 році, відразу після смерті Григорія Маразлі, міська дума ухвалила рішення про встановлення бюста Григорія Григоровича між нинішнім музеєм морського флоту і оперним театром. Тоді ця ідея не була здійснена, і ми запропонували зараз довести її до розумного завершення, щоб восторжествувала історична справедливість. Едуард Йосипович сказав, що є сенс над цим подумати. І через два тижні після цієї розмови ми отримали відповідь.
Василь Сімвуліді

У листі, підписаному першим заступником міського голови А. І. Ворохаєвим, зокрема, сказано про підтримку міським головою Е. І. Гурвіцем пропозиції «про встановлення у безпосередній близькості від будівлі Одеської міськради бюста Г. Г. Маразлі — видатного громадянина Одеси, що заслужив любов і повагу одеситів». Дано доручення члену міськвиконкому, скульптору М. Реві та виконувачу обов'язків начальника управління архітектури та містобудування міськради Володимиру Колокольникову визначити гідне місце для розміщення бюста і доповісти про це на засіданні виконкому міськради.
Саме же погруддя планується виготовити згідно з ескізами, виконаними в 1907 році відомим одеським скульптором Борисом Едуардсом. Бюст буде встановлений поблизу Думській площі. Символічно, що праворуч від нього буде будівля міськради — міської думи, де понад 20 років пропрацював Григорій Маразлі, ззаду — археологічний музей, до створення якого він вклав свої кошти, ліворуч, на Італійській вулиці, знаходиться його власний будинок, в якому зараз — медичне училище.
Нинішній пам'ятник Григорію Маразлі залишиться на колишньому місці і, за запевненням міської влади, територія навколо нього буде упорядкована.